# Църква на адвентистите от седмия ден
Църквата на адвентистите от седмия ден е християнска протестантска църква със световно разпространение. Наименованието „Църква на адвентистите от седмия ден“ подчертава две библейски доктрини: учението за Второто пришествие на Христос (от лат. adventus – пристигане, идване) и Десетте Божи заповеди, съдържащи и IV заповед – съботната институция.

## История

### Световна
Към края на XVIII и началото на XIX век в Европа и Северна Америка се пробужда нов интерес към пророчествата на библейските книги Даниил и Откровение. Появяват се множество брошури и печатни материали, в които авторите стигат до убеждението, че най-дългият пророчески период в Библията, именно 2300 години от Даниил 8:14, ще приключи в 1844 г. и това ще ознаменува Второ пришествие на Исус Христос и края на земната история. Пророчеството за „2300 денонощия“ от книгата Данаиил бива разтълкувано вярно и с невероятна прецизност но когато годината, в която очаквали пришествието отминала, пионерите на адветното движение разбират, че някъде допускат грешка. А именно в тълкуванието на думата „светилище“. След по-задълбочени проучвания разбират, че „светилището“, което „ще бъде очистено“ е небесното светилище, за което говори апостол Павел (Евреи 8:2, 9:1 – 15), в което Исус Христос влиза като първосвещеник и застъпник на човеците.
Най-оживено е движението в Северна Америка, ръководено от Уилям Милър и неговите сътрудници. Те разглеждат Даниил 8:14 съвместно с Откровение 14:6, 7, където се оповестява истината, че е настъпил часът на Божия съд.
Библейското учение за съботата се приема от адвентистите чрез влиянието на баптистите от седмия ден в лицето на Rachel Oakes Preston и се утвърждава чрез дейността на Джоузеф Бейтс.
Външният облик на адвентното движение в света е представен в Откровение 10 глава (например изразът „няма да има вече време“ в Откровение 10:6 се разбира от адвентистите така, че след 1844 г. няма други пророчески периоди, чието изпълнение да се очаква и че краят е близо), а вестта, която църквата на адвентистите от седмия ден носи, е така наречената тройна ангелска вест, чийто текст е в Откровение 14:6 – 12.
Църквата на адвентистите от седмия ден е организирана като самостоятелна деноминация през 1863 г.
Централното ѝ седалище е във Вашингтон, САЩ. В световен план Църквата на адвентистите от седмия ден е разделена на 12 подразделения /дивизии/ и има над 22 милиона членове.
Днес тя има множество отдели, училища, университети, болници, проповедници и мисионери в целия свят. Световната адвентна благотворителна организация за развитие и помощ АДРА подпомага бедстващи райони при наводнения, земетресения, глад и болести и епидемии.

### Българска
Първите признаци на адвентно присъствие в България датират от 1891 г., когато група немски преселници от Русия пристигат в Румъния и в Добруджа и донасят адвентизма в България. През 1893 г. Е. С. Попов, американски адвентист от български произход, проповядва в Русе с помощта на Яков Гринберг, баптист, книгоразпространител на Британското библейско дружество.
Българската мисия на Църквата на адвентистите от седмия ден е организирана през 1911 г. от К.Мотцер (Германия).
През 1912 г. в София е организирана църква с 8 членове благодарение на работата на първия български пастор Георги Кадалев, завърнал се след обучението си в адвентния колеж във Фриденсау, Германия.
След Първата световна война представител на Южноевропейската дивизия, Гай Дейл, посещава България и през 1920 г.докладва, че има 56 адвентисти в София, Русе и Габрово. През 1924 г. членството на църквата нараства на 205 души. По същото време се организира издателство, което снабдява църквата с религиозна литература и с вестник „Вестител на истината“. В един от малкото доклади за онези години Карл Золман описва през 1937 г. дейността на 750 адвентисти, които притежавали собствена зала с 250 места, устройвали публични беседи и извършвали благотворителна дейност в полза на бедните.
По време на Втората световна война Българската адвентна църква е изолирана от адвентистите от другите страни и живее в неблагоприятна политическа атмосфера. През 1941 г. няколко адвентни църкви са затворени.
След войната църквата възобновява всички свои дейности. Изградени са нови църковни здания на няколко места. След кратко време на свобода тоталитарната власт започва да преследва всички църкви.
През 1959 г. отношението на правителството към църквата е подчертано враждебно. То започва да се меси във вътрешните ѝ работи. Ръководството на църквата в лицето на председателя Борис Бонев и секретаря Димитър Киров е отзовано и държавата назначава ръководство от хора, на които има доверие.
През 1965 г. секретарят на Южноевропейската дивизия организира избирането на ново ръководство с председател Белчо Тотев. Но през 1967 г. властите брутално го отзовават и налагат трима нови ръководители на църквата. Тази намеса в ръководството ѝ продължава с известни промени на лицата до политическите промени през 1989 г.
През 1990 г. за пръв път от 42 години се организира свободна изборна конференция с делегати от всички църкви и е избрано официално ръководство с председател Агоп Тахмисян. През ноември същата година Адвентната църква е официално призната от държавата.
Днес в България има 94 адвентни църкви с общо 7700 членове

## Учение
Адвентистите от седмия ден се отличават от останалите протестантски деноминации с тяхната прецизност и изследвания върху духовните въпроси. Те признават Библията като единствения мащаб за вярата и разглеждат следните верски учения като основни учения на Библията. Тези църковни учения представят разбирането на църквата за библейското учение. Една редакция или промяна е възможна при редовното общо събрание на Генералната конференция на световната църква, ако църквата получи по-дълбоко разбиране за библейския текст чрез Светия Дух или ако се намери една по-добра формулировка, за да се изразят ученията на Библията.

## Статистика за световната адвентна църква
Данните са от 1 януари 2012
| Брой на църковните членове (2018)                            | 21 414 779 |
| Общ брой на църквите в цял свят (2018)                       | 86 576     |
| Ръкоположени служители                                       | 18 182     |
| Общ брой на служителите                                      | 255 982    |
| Брой на държавите, в които църквата има организирана дейност | 216        |
| Брой на признатите държави от ООН                            | 238        |
| Адвентни училища и висши училища (общо)                      | 7842       |
| Университети и висши училища                                 | 113        |
| Средни училища                                               | 1969       |
| Основни училища                                              | 5714       |
| Медийни центрове                                             | 14         |
| Издателства                                                  | 63         |
| Езици, на които се публикува                                 | 365        |
| Болници и санаториуми                                        | 175        |
| Сиропиталища и детски домове                                 | 34         |
| Клиники                                                      | 269        |
| Пациенти                                                     | 17 251 217 |
| Страни, в които АДРА функционира                             | 120        |
| Проекти на АДРА                                              | 1294       |
| Брой на получилите помощ от АДРА                             | 12 536 522 |

## Известни представители
- сър Патрик Алън, генерал-губернатор на Ямайка
- сър Силас Атопаре, бивш генерал-губернатор на Папуа-Нова Гвинея
- Херберт Бломщед, ръководител на Гевандхаусоркестър Лайпциг от 1998 до 2005 г.
- Дезмънд Дос, носител на медала на честта без да носи оръжие, поради героичната му постъпка по време на Втората световна война.
- сър Джеймс Карлайл, генерал-губернатор на Антигуа и Барбуда
- д-р Бен Карсън, неврохирург от Балтимор, Мериленд САЩ; станал известен с различни операции за разделяне на сиамски близнаци, последно с разделянето на немските близначки Леа и Табеа от Лемго, Северен Рейн-Вестфалия
- Джон Келог, откривател на корнфлейкса
- Абел Кируи, известен кенийски бегач на дълги разстояния
- Naturally 7, музикална група (а капела)
- Даниъл Дейвид Нтанда Нсереко, угандийски съдия в Международния наказателен съд
- Карлос Роа (на испански: Carlos Ángel Roa), аржентински футболист
- Take 6, музикална група (а капела)
- Мариане Тиме, холандски защитник на правата на животните, публицист и политик